# Termogenesi indotta da sostanze
La Termogenesi indotta da sostanze, dall'inglese Drug-induced thermogenesis, è un processo metabolico, sottoprocesso della termogenesi adattativa. Questa rappresenta il dispendio energetico indotto dall'assunzione di droghe, sostanze stupefacenti o farmaci. Per droghe non vengono intese solo sostanze illegali, ma anche altri di uso comune quali nicotina, caffeina, o alcol. Questo processo deve essere quindi incluso nel calcolo del dispendio calorico quotidiano, o del metabolismo totale (MT).
Il consumo di nicotina, caffeina, o alcol, può far parte della vita quotidiana di molte persone. Tutte queste sostanze di uso corrente stimolano la termogenesi. Una tazza di caffè (contenente 60–80 mg di caffeina) può incrementare il metabolismo del 5-10% per oltre un'ora o due. L'assunzione orale di 100 mg di caffeina ogni due ore durante la giornata e fumare un pacchetto di 20 sigarette incrementa il dispendio energetico del 5% e del 15% rispettivamente. Inoltre, l'effetto termogenico della nicotina è potenziato dalla caffeina. La riduzione dell'elevata termogenesi indotta dalla nicotina o da nicotina e caffeina è un importante fattore che contribuisce ad un accumulo di peso medio di 7 kg dopo aver smesso di fumare.